# アブレーション
アブレーション（英: ablation）とは材料の表面が蒸発、昇華、熱分解によって吸熱する現象である。

## 宇宙工学

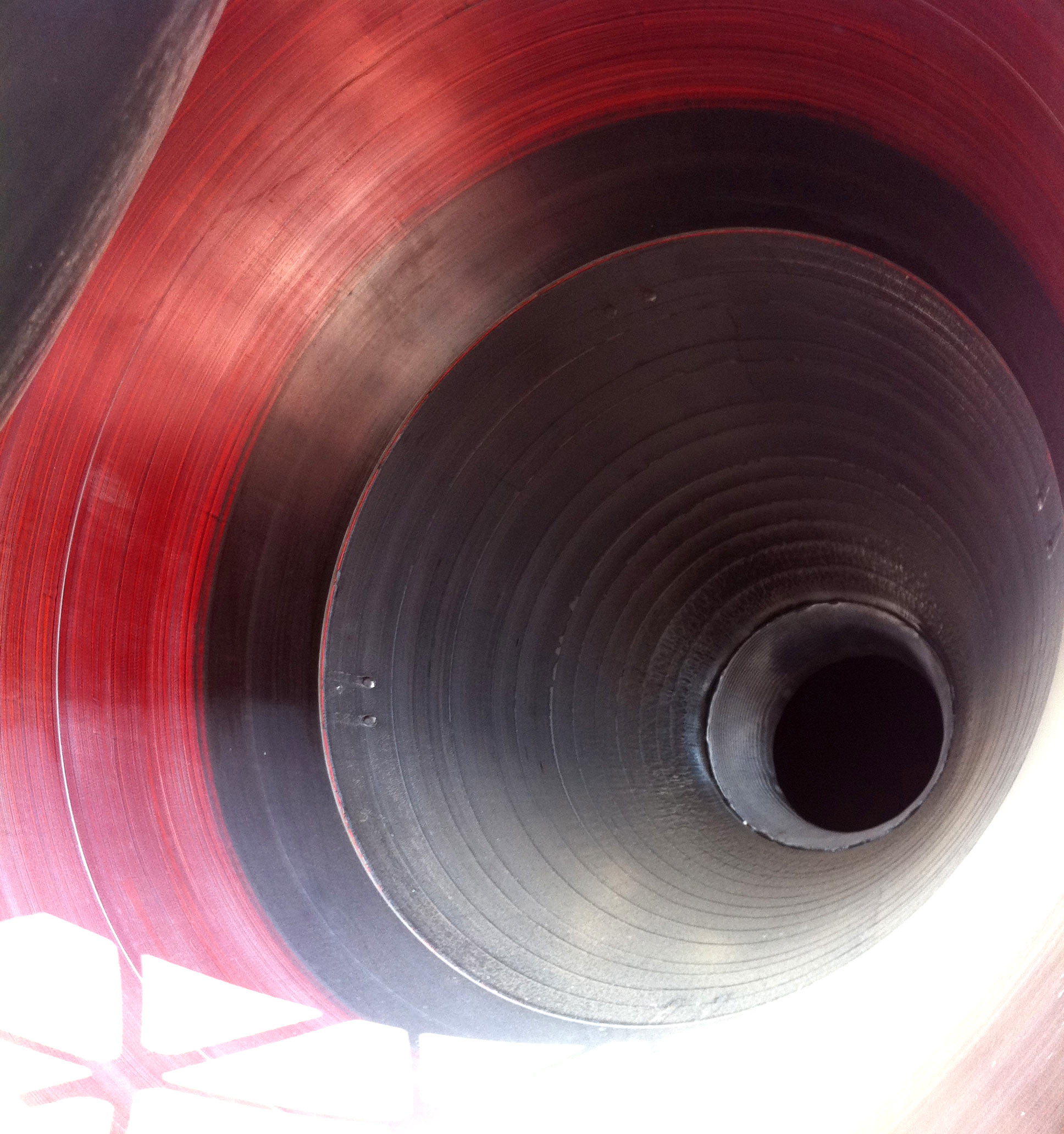
M-Vロケット第2段ノズル内部。燃焼試験に用いられたため焦げている。

宇宙工学においてアブレーションは熱遮蔽に用いられる。アブレータとして大気圏再突入時に宇宙船を空力加熱から保護したりロケットのノズルに用いられたりする。

## 医学
少量の組織を熱や凍結により、治療目的で切除したり破壊することを指す。